# Département de Kiffa

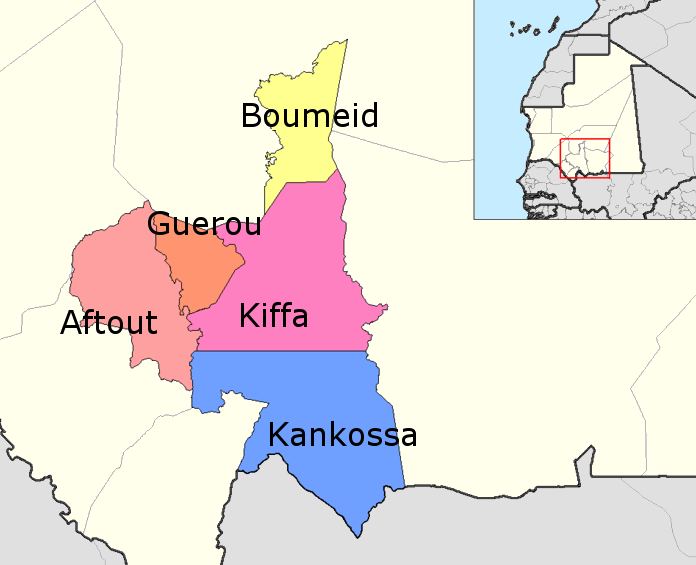
Les départements de l'Assaba : Kiffa au centre

Le département de Kiffa est l'un des cinq départements (appelés officiellement Moughataa) de la région de l'Assaba en Mauritanie.

## Liste des communes du département
Le département de Kiffa est constitué de six communes :
- Aghoratt
- El Melgue
- Kiffa
- Kouroudjel
- Legrane
- Nouamline

En 2000, l'ensemble de la population du département de Kiffa regroupe un total de 76 779 habitants (35 363 hommes et 41 416 femmes).